# Маншук Маметова
Маншу́к Маме́това (каз. Мәншүк Мәметова) — село у складі Цілиноградського району Акмолинської області Казахстану. Адміністративний центр та єдиний населений пункт сільської адміністрації Маншук Маметової.
У радянські часи село називалось також Чурек. До 2023 року село називалось Маншук.
Населення — 709 осіб (2021; 817 у 2009, 907 у 1999, 1065 у 1989).
Національний склад станом на 1989 рік:
- казахи — 34 %;
- німці — 23 %;
- росіяни — 21 %.